# Sceptridium
Sceptridium is een geslacht van varens uit de addertongfamilie (Ophioglossaceae), die ook weleens tot het geslacht Botrychium worden gerekend.

## Naamgeving en etymologie
- Synoniemen: Botrychium Sw. (1800) subgenus Sceptridium

De botanische naam Sceptridium is afgeleid van het Oudgriekse σκῆπτρον, skēptron (staf), naar de langgesteelde vruchtbare sporoforen.

## Kenmerken
Sceptridium-soorten zijn kleine tot middelgrote terrestrische varens met vlezige wortels. Elke plant kan uit twee componenten bestaan, een gesteelde, onvruchtbare, bladvormige trofofoor en een vruchtbare sporofoor, met een gemeenschappelijk steel. In tegenstelling tot de Botrychium zijn er ook planten die enkel onvruchtbare bladen dragen.
De trofoforen zijn in tegenstelling tot die van Botrychium twee- of drievoudig gedeeld, en in tegenstelling tot die van Botrypus winterhard; de oude sporoforen verdwijnen pas in de volgende lente. De sporofoor is in tegenstelling tot die van Botrypus langgesteeld en eveneens twee- tot drievoudig gedeeld.

## Taxonomie
Sceptridium wordt door sommige auteurs beschouwd als behorende tot het grotere geslacht Botrychium, ondanks de opvallende morfologische verschillen.
Onderzoek uit 2003 naar de nucleotidensequentie van het rbcL- en het trnL-F-gen heeft uitgewezen dat Sceptridium van alle 'botrychioide' geslachten het dichtst bij Botrychium staat.
Het geslacht telt bijna 35 soorten.

### Soorten
- Sceptridium alabamense (Maxon) Holub
- Sceptridium atrovirens N.Sahashi
- Sceptridium australe (R.Br.) Lyon
- Sceptridium biforme Lyon
- Sceptridium biternatum (Underw.) Lyon
- Sceptridium californicum (Underw.) Lyon
- Sceptridium coulteri (Underw.) Lyon
- Sceptridium daucifolium (Wall. ex Hook. & Grev.) Lyon
- Sceptridium decompositum (Mart. & Gal.) Lyon
- Sceptridium dissectum (Sprengel) Lyon (1905)
- Sceptridium formosanum(Tag.) Holub
- Sceptridium japonicum (Prantl) Lyon
- Sceptridium javanicum N.Sahashi
- Sceptridium jenmanii (Underw.) Lyon
- Sceptridium lunarioides (Michx.) Holub
- Sceptridium matricariae (Schrank) Lyon
- Sceptridium microphyllum N.Sahashi
- Sceptridium minus (H.Hara) M.Kato (1995)
- Sceptridium multifidum (S.G.Gmel.) Nishida ex Tagawa
- Sceptridium negeri (Christ) Holub
- Sceptridium nipponicum (Makino) Holub
- Sceptridium obliquum (Muhlenberg ex Willdenow) Lyon (1905)
- Sceptridium officinale (Ching) Ching & H.S.Kung
- Sceptridium oneidense (Gilbert) Holub
- Sceptridium pusillum Lyon
- Sceptridium robustum (Rupr.) Lyon
- Sceptridium rugulosum (W.H.Wagner) Skoda
- Sceptridium schaffneri (Underw.) Lyon
- Sceptridium silaifolium (C.Presl) Lyon
- Sceptridium subbifoliatum (Brack.) Lyon
- Sceptridium tenuifolium (Underwood) Lyon
- Sceptridium ternatum  (Thunb. ex Murray) Lyon
- Sceptridium triangularifolium N.Sahashi
- Sceptridium underwoodianum (Maxon) Lyon

Botrychium (Maanvaren) · Botrypus · Cheiroglossa · Helminthostachys · Japanobotrychium · Mankyua · Ophioderma · Ophioglossum (Addertong) · Sceptridium